# Округ (Німеччина)
О́круг (нім. Regierungsbezirk) — адміністративна одиниця у деяких землях Німеччини, на яку розповсюджується компетенція органу державного управління середнього рівня — урядової управи.
Урядовий округ об'єднує декілька ландкрайсів та міст на правах ландкрайса (вільних міст).
Урядова управа є проміжною інстанцією між вищими органами державного управляння землі (земельними міністерствами) і органами державного управління нижчого рівня — ляндратами, і носить в різних землях різні назви — Regierungspräsidium (в Баден-Вюрттемберзі), Regierung (в Баварії), Bezirksregierung (в Північному Рейні-Вестфалії).
Ця ланка державного управління створена перед усім в найбільших «територіальних» землях і майже в усіх землях з цією ланкою державного управління ведеться дискусія про її остаточну ліквідацію і розподіл її функцій між рівнем міністерств і місцевого самоврядування.

## Історія
Територія Пруссії була адміністративно розділена на провінції та урядові округи ще в 1808—1816 рр. В період існування Німецької імперії території великих держав, що входили до її складу, також були адміністративно розділені між органами державного управління середнього рівня, які щоправда носили частково дуже відмінні назви, — округи в Баварії та Вюрттемберзі, провінції в Гессені, округи земельних комісарів в Бадені, окружні староства в Саксонії. За часів націонал-соціалістичної диктатури для всіх цих адміністративних установ почала вживатися єдина пруська назва Regierungsbezirk — урядовий округ.
Після 1945 р. урядові округи були відновлені в більшості великих земель як органи державного управління середнього рівня. Назви адміністративних установ, які керують урядовим округом, в різних землях є різними — Regierungspräsidium, Regierung, Der Regierungspräsident, Bezirksregierung. Керуючий установи як правило називаються Regierungspräsident — президент урядової управи.
У НДР в ході адміністративної реформи в 1952 році були ліквідовані колишні землі, а натомість введено новий поділ на округи (Bezirke), території котрих тільки частково відповідали територіям колишніх урядових округів земель. Після відновлення земель в останні місяці існування НДР, урядові округи біли створені тільки в Саксонії і Саксонії-Ангальт.

## Адміністративні округи
Адміністративний округ (нім. Regierungsbezirk) у Німеччині об'єднує кілька районів. Вони існують не у всіх Землях:
- Баден-Вюртемберг — 4 адміністративні округи:

1. Regierungsbezirk Freiburg — Фрайбург
2. Regierungsbezirk Karlsruhe — Карлсруе
3. Regierungsbezirk Stuttgart — Штутгарт
4. Regierungsbezirk Tübingen — Тюбінген

- Баварія — 7 адміністративних округів (у Баварії слід зважати на те, що нарівні з урядовими округами існують ідентичні їм за назвою і територією округи як самоврядні утворення третього рівня):

1. Oberbayern — Верхня Баварія
2. Niederbayern — Нижня Баварія
3. Oberfranken — Верхня Франконія
4. Mittelfranken — Середня Франконія
5. Unterfranken — Нижня Франконія
6. Regierungsbezirk Oberpfalz — Верхній Пфальц
7. Regierungsbezirk Schwaben — Швабія

- Гессен — 3 адміністративні округи:

1. Regierungsbezirk Darmstadt — Дармштадт
2. Regierungsbezirk Gießen — Гіссен
3. Regierungsbezirk Kassel — Кассель

- Північний Рейн — Вестфалія — 5 адміністративних округів (планується скорочення кількості урядових округів до трьох. Збережені будуть округи Дюссельдорф (центр: Дюссельдорф) і Вестфалія (центр: Мюнстер). Округи Арнсберг, Детмольд та Кельн будуть розформовані, натомість буде створений єдиний округ для всієї Рурської області з центром в Ессені. У Північному Рейні-Вестфалії при округах існують спеціальні регіональні ради, що складаються з представників місцевого самоуправління):

1. Regierungsbezirk Arnsberg — Арнсберг
2. Regierungsbezirk Detmold — Детмольд
3. Regierungsbezirk Düsseldorf — Дюссельдорф
4. Regierungsbezirk Köln — Кельн
5. Regierungsbezirk Münster — Мюнстер

- Саксонія — 3 адміністративних округи:

1. Direktionsbezirk Chemnitz — Хемніц, колишній округ Хемніц
2. Direktionsbezirk Dresden — Дрезден, колишній округ Дрезден
3. Direktionsbezirk Leipzig — Лейпциг, колишній округ Лейпциг

У ході адміністративних реформ округи були скасовані в таких землях:
- Рейнланд-Пфальц (1999)
- Саксонія-Ангальт (2003)
- Нижня Саксонія (2004)